# Echipa națională de fotbal a Saint Kitts și Nevis
Echipa națională de fotbal a Saint Kitts și Nevis reprezintă statul Saint Kitts și Nevis în fotbalul internațional. 

## Participări

### Campionatul Mondial
- 1930 până în 1994 - nu a participat
- 1998 până în 2010 - nu s-a calificat

### Cupa de Aur
- 1991 până în 2011 - nu s-a calificat

## Antrenori
- Clinton "Tinnie" Percival
- Ces Podd (1999-2002)
- Elvis "Star" Browne  (2002-2004)
- Lenny Lake (2004-2007)
- Lester Morris (2008-)